# Langues kutubuanes de l'Est
Les langues kutubuanes de l'Est (ou langues kutubu de l'Est) sont une petite famille de langues papoues parlées en Papouasie-Nouvelle-Guinée dans la province des Hautes-Terres méridionales.

## Classification
Les langues kutubuanes de l'Est sont rattachées par Malcolm Ross à la famille hypothétique des langues trans-Nouvelle Guinée.

## Liste des langues
Les langues kutubuanes de l'Est sont au nombre de deux :
- foi
- fiwaga